# Thor (группа)
Thor (с англ. — «Тор») — канадская хэви-метал группа, основана в 1977 году Джоном Миклом Тором, в разные года существовала под разными названиями.

## История
В 1973 году, выходец из Австрии Джон Микл Тор (настоящее имя — Джон Микл) основывает свою первую группу под названием Centaur, однако вскоре, в том же 1973-м, сменившей название на Mikl Body Rock и просуществовавшей с таким названием до 1976 года, когда проект наконец-то получил более подходящее название Thor and the Imps, а вскоре, сокращенное до более лаконичного — Thor, в честь бога войны в скандинавской мифологии.
В том же году выходит первый студийный альбом группы — Keep the Dogs Away, который в Канаде разошелся тиражом около 50000 экземпляров. Альбом получил смешанные отзывы.
В 1985 году выходит второй альбом под названием Only the Strong.

## Дискография

### Студийные альбомы
- Keep the Dogs Away (1977)
- Only the Strong (1985)
- Recruits - Wild in the Streets (1986)
- The Edge of Hell (1986)
- Thunderstruck - Tales from the Equinox (1998)
- Dogz II (2001)
- Triumphant (2002)
- Thor Against the World (2005)
- Devastation of Musculation (2006)
- Rock 'n' Roll Nightmare (2006)
- Into the Noise (2007)
- Steam Clock (2009)
- Sign of the V (2009)
- The Guardian (2009)
- Zombie Nightmare Soundtrack (2009)
- King of Muscle Rock (2011)
- Soundtrack (альбом) (2011)

### Мини-альбомы
- Unchained (1983)
- Thunder Hawk (1996)
- Revenger (1996)
- Energy (2013)

### Синглы
- Keep the Dogs Away (1978)
- Thunder on the Tundra (1984)
- Let the Blood Run Red (1984)
- Knock 'em Down (1985)
- Recruits (1986)

### Концертные альбомы
- Live in Detroit (1985)
- Live at CBGB's NYC 2001 (2009)
- Thor’s Teeth: Sonar 01.08.2010 (2012)
- Live in England 1984 (2014)

### Компиляции
- AnTHORlogy - Ride of the Chariots (1997)
- Mutant (2003)
- Best of Thor (Vol. 1) (2005)
- Best of Thor (Vol. 2) (2005)
- Best of Thor (Vol. 3) (2005)
- The Early Years: 1970's (2005)
- Muscle Rock - The Early Years: 1970's (2011)
- Thunderstryke (2012)
- Aristocrat of Victory (2013)
- Thunderstryke II (2014)
- Demos & Lost Treasures (2014)

## Видеография
- Live in London (1984)
- Rare Footage - Live 1984 in England (1998)
- Live at Kings in Raleigh, NC - Oct. 18th, 2002 (2002)
- An-THOR-Logy 1976-1985 (2005)

## Составы

### Текущие участники
- Джон Микл Тор - вокал (1977 - наши дни)

### Бывшие участники
- Терри МкКеон - бас-гитара (1977)
- Билли Уэйд - ударные (1977-1978)
- Карл Кокрен - электрогитара (1983)
- Кейт Заззи - бас-гитара (1983-1986)
- Стив Прайс - электрогитара (1985-1986)
- Майк Фавата - ударные (1985-1986)
- Фрэнк Сода - электрогитара
- Джейсон Декай - бас-гитара (2001)
- Мартин ван Кейт - бас-гитара (2001)
- Крис Марквуд - ударные (2005)